# Bradley Steven Perry
Bradley Steven Perry (Nova Jersey, 23 de novembre de 1998) és un actor, podcaster i YouTuber nord-americà. Va interpretar el paper de Gabe Duncan a la comèdia familiar del Disney Channel Good Luck Charlie, i el paper de Roger Ellison al film derivat de High School Musical de Disney Channel , Sharpay's Fabulous Adventure. Després d'això, Perry va coprotagonitzar les comèdies de Disney XD Mighty Med i el seu spin-off Lab Rats: Elite Force, on interpretava el personatge de Kaz. També és conegut pels seus papers a la pel·lícula original de Disney XD Pants on Fire (2014) i a Hubie Halloween (2020).

## Carrera professional
Perry començà la seva carrera com a actor professional als vuit anys, amb petits papers a les pel·lícules del 2007 Choose Connor i Magnificent Max. L’any següent, va debutar a la televisió amb una aparició com a actor convidat a la sèrie criminal de la CBS Without a Trace. Al llarg de l’any següent, Perry va continuar apareixent en petits papers còmics en pel·lícules com The Goods: Live Hard, Sell Hard, Opposite Day i Old Dogs.
L’any 2010 Perry va protagonitzar la comèdia familiar del Disney Channel Good Luck Charlie. A la sèrie, interpretava el trapella i astut Gabe Duncan, el tercer de cinc germans de la família Duncan. L’any 2011, també va protagonitzar la pel·lícula Good Luck Charlie, It’s Christmas!.
Aquell mateix any, Perry va coprotagonitzar la pel·lícula original de Disney Channel Sharpay’s Fabulous Adventure. En aquesta, interpretava Roger Ellison, un jove propietari de gos molt espavilat i rival de la Sharpay, competint per aconseguir que el seu gos obtingui un paper protagonista a Broadway.
L’any 2013 Perry va començar a interpretar Kaz a la sèrie de Disney XD Mighty Med, al costat de Jake Short i Paris Berelc.
L’any 2014 va protagonitzar com a Jack Parker la pel·lícula original de Disney XD Pants on Fire, que es va estrenar el 9 de novembre de 2014. L’any 2015, Mighty Med va finalitzar, però Perry va continuar interpretant Kaz a la sèrie derivada Lab Rats: Elite Force, que es va estrenar el març del 2016. En aquesta sèrie, va debutar com a director a l’episodi Sheep-Shifting.
L’any 2017 va aparèixer a Descendants: Wicked World com a Zevon, el fill de l’Yzma de The Emperor's New Groove.
El 16 de novembre de 2022, Perry va iniciar un podcast titulat Hit the Brake (ara anomenat The Sit and Chat) juntament amb Jake Short. El 30 d’agost de 2023, a YouTube, va començar una sèrie de cuina titulada Cooking with Bradley.

## Vida íntima
Perry va néixer el 23 de novembre de 1998 i té tres germanes grans. Va rebre educació a casa, al plató de Good Luck Charlie i, en el seu temps lliure, jugava en un equip local de beisbol. També és aficionat als Boston Red Sox i als New England Patriots, i va aparèixer en una promoció televisiva de Sunday Night Football de la NBC com a “The Patriots Kid”.
Del 2014 a 2015 mantingué una relació amb Sabrina Carpenter durant el seu temps en comú a Disney Channel.
L’any 2021 Perry es va graduar a la Universitat del Sud de Califòrnia.
Des del 2024 Perry manté una relació amb Natasha Bure, filla de Candace Cameron Bure.